# Anders Bagge

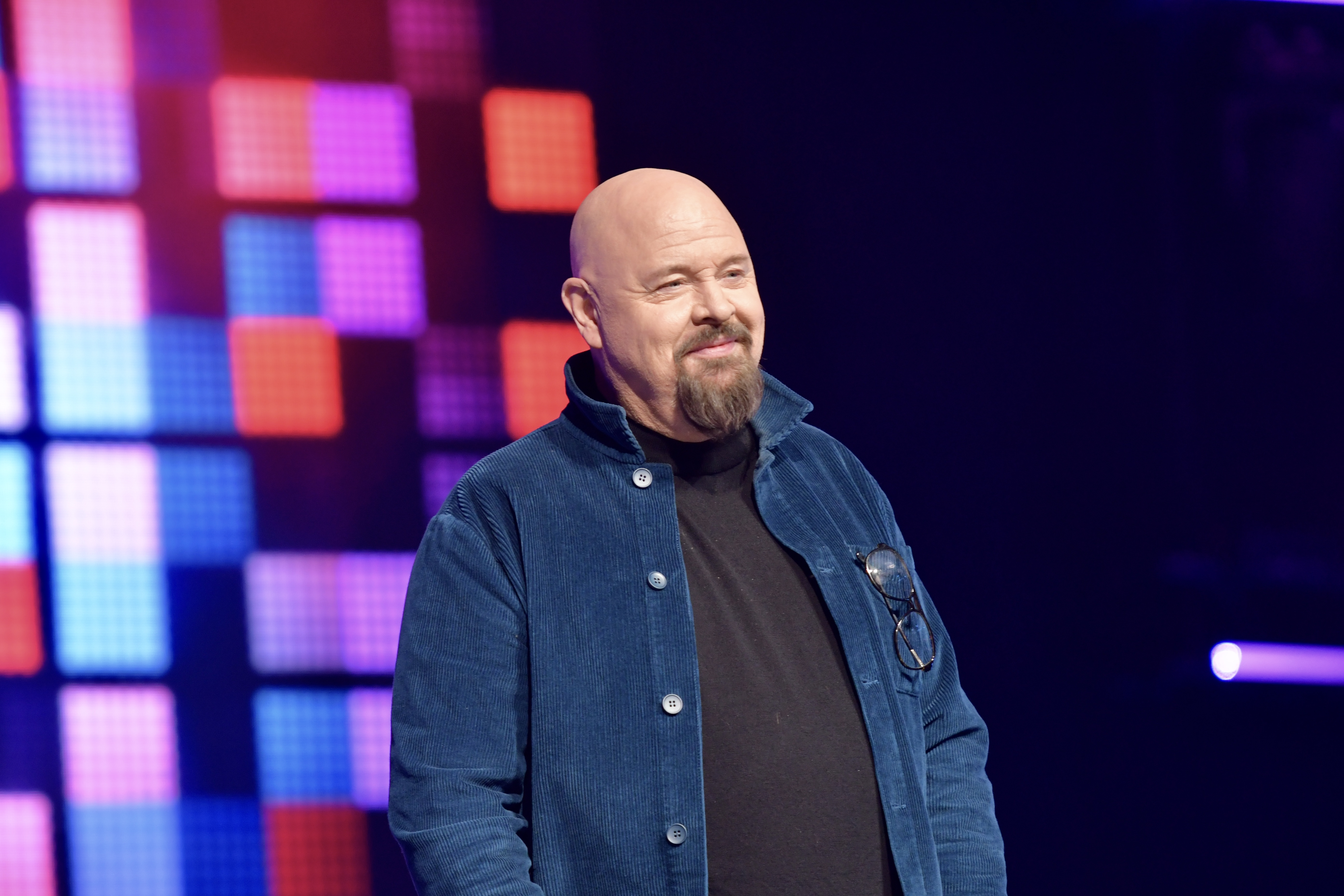
Anders Bagge, 2022

Sven Anders Bagge (* 12. Januar 1968 in Enskede, Stockholm, Schweden) ist ein schwedischer Komponist, Sänger, Produzent und Partner von Peer Åström. Besser bekannt sind sie als Bagge & Peer.

## Werdegang
Bereits mit fünf Jahren nahm Bagge Trompeten- und Klavierunterricht. 1985 startete er seine Karriere. Zuerst managte er Cheiron, später entschied Bagge sich, Solo-Karriere zu machen. In den 90er Jahren war er ein Teil der schwedischen Band Legacy of Sound.
Er produzierte Lieder für Madonna, Janet Jackson, Santana, Jennifer Lopez, Nick Lachey, Jessica Simpson und für die kanadische Künstlerin Céline Dion. Auch Lara Fabian, Enrique Iglesias, Ace of Base und Ashley Tisdale gehörten zu seinen Produktion.
Zusammen mit Laila Bagge Wahlgren und Andreas Carlsson war er Jurymitglied bei Idol 2008, Idol 2009 und Idol 2010 in Schweden. 2009 startete Bagge die Castingshow Made in Sweden, in der er mit Carlsson und Laila Wahlgren nach neuen Talenten suchte. 2010 produzierte Bagge eine Single für die Girlgroup Play.
Er war für das Lied Drip Drop der aus Aserbaidschan stammenden Sängerin Safura verantwortlich. Mit diesem Titel vertrat sie ihr Heimatland beim Eurovision Song Contest 2010 und erreichte den fünften Platz. Auch der Titel des vierten Platzes für Aserbaidschan im eigenen Land, gesungen von Səbinə Babayeva, schrieb Bagge mit.
2021 wurde bekannt, dass er beim Melodifestivalen 2022 antritt. In der dritten Vorrunde am 19. Februar 2022 zog er mit dem Lied Bigger Than The Universe als Sieger direkt ins Finale ein, wo er gegen Cornelia Jakobs verlor, die er 2008 noch sehr unsanft aus der Castingshow Idol geworfen hatte.